# 汤姆·福特

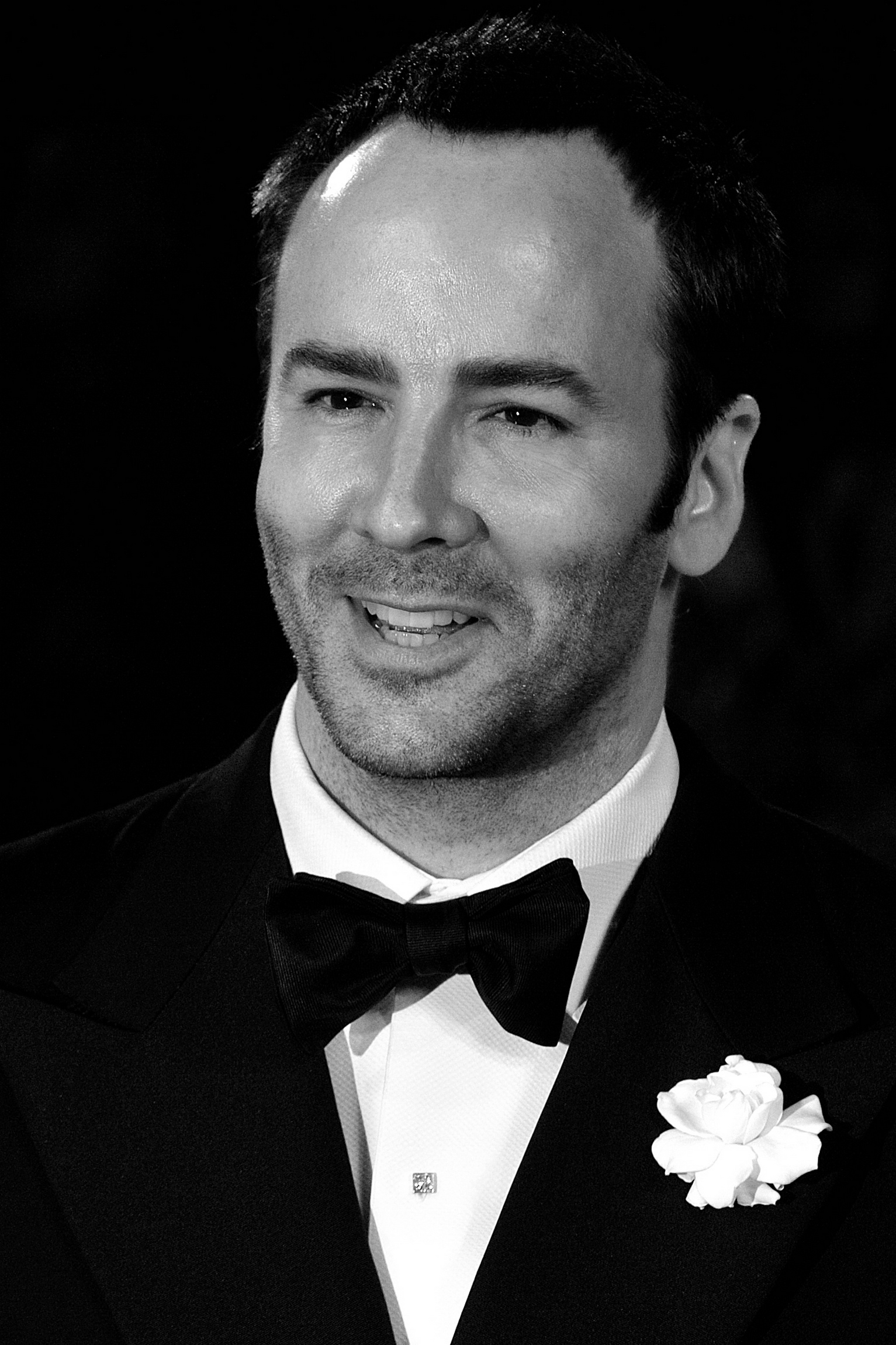
汤姆·福特

湯瑪斯·卡萊爾·福特（英語：Thomas Carlyle Ford，1961年8月27日—），是一名美國男时裝设计师和導演，在时尚界拥有强大的影响力。

## 生平

### 早年生活
湯姆·福特在美國德克薩斯州奧斯汀出生，父母Tom Ford與Shirley Bunton均是地產經紀。幼年時，父母時常搬家，到了福特十一歲時才定居於新墨西哥州聖菲。福特十七歲高中畢業後，搬到紐約市，在紐約大學就讀美術史，但一年後已退學，移居洛杉磯以出演廣告維生。一二年後，福特決定完成大學課程，搬回紐約進入新學院的帕森設計學院，主修建筑学。畢業前那一年因希望轉入時裝界，而上了不少時裝設計的課，但是在1986年毕业時學位仍是建筑学。

### 事業
初入行時，曾先后任职于“凯西·哈德维克”和“佩瑞·埃利斯”两家時裝公司。1990年，国际一线时尚品牌“古馳”的创意总监道恩·麦罗将汤姆·福特招至麾下，担任女性成衣的设计师。汤姆·福特的时尚眼光和艺术天赋在这段时间内得到充分的发挥，很快他就被提升为“古馳”的首席执行官。截至1999年，汤姆·福特将一度濒临破产的“古馳”打造成一个拥有43亿美金市值的时尚航母。在汤姆·福特的决策下，“古馳”收购了著名时尚品牌“伊夫·圣罗兰”（Yves Saint-Laurent/YSL），而他本人則身兼两个品牌的创意总监。
2004年，汤姆·福特辞去这两个职务，宣稱希望專注於导演电影。2008年12月，由福特執導的開拍，劇本改編自克里斯多福·伊舍伍的同名小說，男主角 George 由柯林·佛斯飾演。電影在2009年的第66屆威尼斯影展首映，柯林·佛斯贏得沃爾庇杯最佳男演員獎。
2014年，湯姆‧福特獲得美國時尚奧斯卡CFDA(The Council of Fashion Designers of America, 美國時尚設計師協會)所頒發的終身成就獎。
2016年，汤姆·福特執導了其第二部電影。電影在2016年9月2日於第73屆威尼斯影展首映，並獲得評審團大獎。

### 個人品牌
Tom Ford離開Gucci及 Saint-Laurent後，建立以自己名字為名的個人時裝品牌Tom Ford，主要以男女裝、眼鏡、香水及化妝品系列為主。
2018年，Tom Ford宣布推出腕錶系列與Bedrock Manufacturing Company合作，腕錶設有18K黃金、磨砂、光面不鏽鋼和啞黑類鑽碳膜4種不同錶殼，可配上超過50款不同顏色及物料的錶帶，包括手織和紋狀皮革以及鱷魚皮。於紐約時裝周中，作為第一出場品牌，但外界認為作品十分低調，而Tom Ford則解釋到本季就是想回到自己做設計師的初衷，只是想做讓男人和女人感到美麗自信的服裝。除了服裝外，該品牌還生產湯姆福特美容系列化妝品。

## 私人生活
福特是公开身份的同性恋者，說他在大學時經常到54俱樂部，因而意識到自己是同性戀。
福特在一次访谈中表示雖然在他心目中，他和同性生活伴侣理查德·巴克利（Richard Buckley，1948－2021）超過20年的同居生活已和婚姻沒兩樣，但仍然希望美國能通過同性婚姻（或公民伴侶）法，讓他們可以擁有所有配偶應得的權利（巴克利患上癌症，而福特每次陪同巴克利到醫院時都需帶上不少法律文件，但如果他們能結婚的話，福特就有在醫院探望巴克利的權利了）。巴克利比福特年長十三歲，是资深的时尚记者，曾擔任《时尚》杂志男士国际版（Vogue Hommes International）主编之職，但已因病情而于2005年辞职。兩人於2014年結婚。
福特亦提到他曾想领养孩子，不过因巴克利反对，而最後放棄了這個念頭，只不過福特於2012年領養了一名男孩。
福特对现代建筑非常感兴趣，他曾委托西班牙建筑师阿尔伯托·卡姆波·巴埃萨（Alberto Campo Baeza）和日本建筑师安藤忠雄为自己设计住宅。

## 電影作品
- 2009：《摯愛無盡》（A Single Man）－導演，監製，編劇
- 2016：《夜行动物》（Nocturnal Animals）－導演，監製，編劇